# نهضت تنباکو

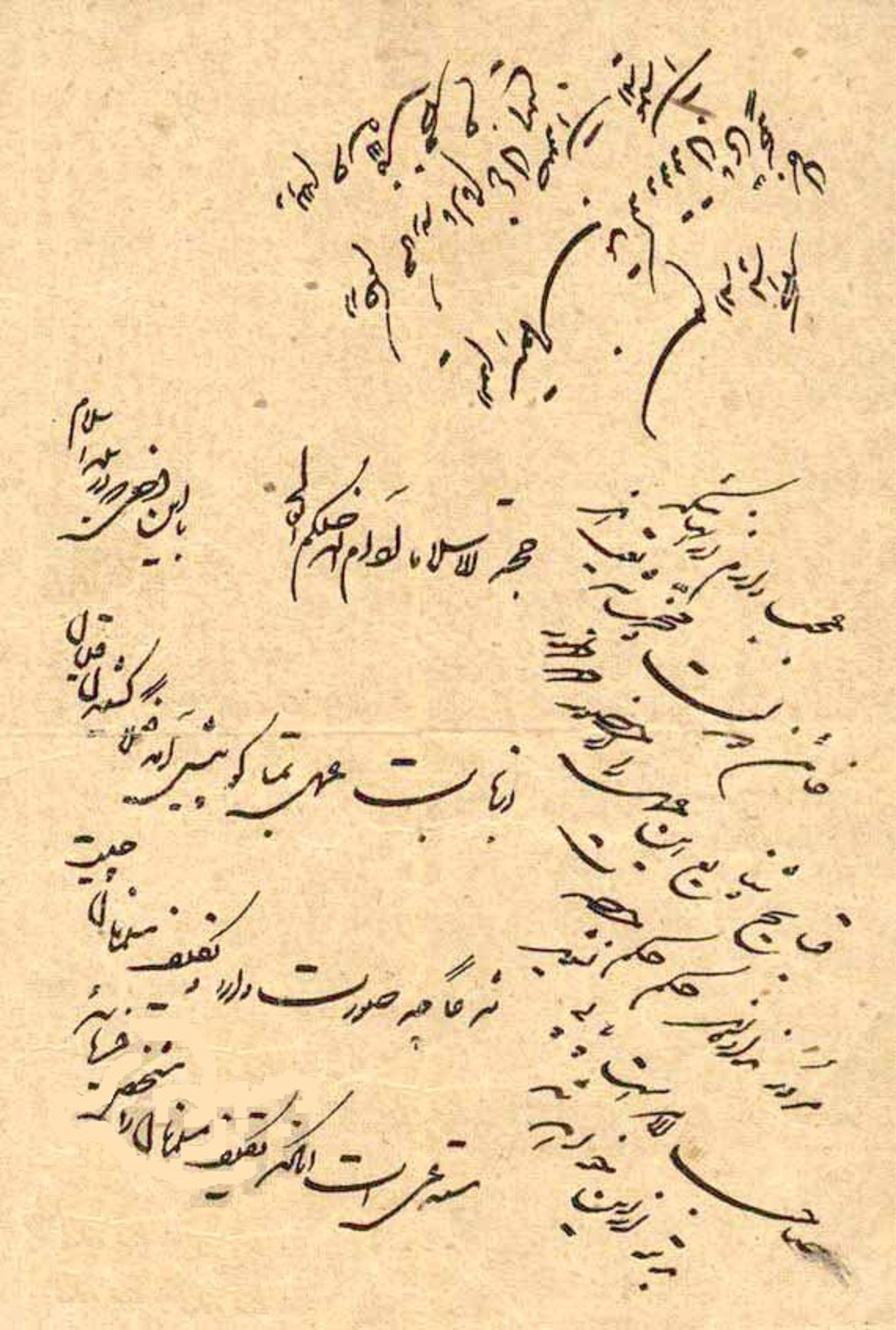
متن فتوای میرزای شیرازی دربارهٔ تحریم تنباکو که منجر به نهضت تنباکو شد.

قیام تنباکو یا نهضت تنباکو، نام رویدادی تاریخی است که در اعتراض به واگذاری امتیاز انحصار تجارت توتون و تنباکو در سفر سوم ناصرالدین شاه قاجار به خارج از ایران شکل گرفت. این اولین و گسترده‌ترین جنبش در برابر استبداد و استعمار شناخته می‌شود.
این جنبش در پی سفر ناصرالدین شاه در سال ۱۲۶۸، از خاک روسیه به اروپا آغاز شد و در اردیبهشت ۱۲۷۱ خورشیدی پایان یافت. استعمال توتون و به ویژه تنباکو در دورهٔ صفویه در زمان عباس یکم رواج یافته بود.

## پیشینه
رقابت سنتی انگلستان، روسیه تزاری و امپراتوری آلمان و فرانسه برای به دست آوردن امتیازات گوناگون در ایران به ویژه در دوران ناصرالدین‌شاه به اوج خود رسید. مسافرت‌های شاه به خارج از کشور که اغلب به دلیل آشنایی وی با تجدد و شیوه‌های نوین حکومت‌داری صورت می‌گرفت به دلیل فراهم‌کردن هزینه‌های سفر، معمولاً با اعطای امتیازات بزرگی نیز به دولت‌های روسیه و انگلیس همراه بود.

## وضعیت اقتصادی ایران قاجاری
ایران در عصر قاجار از لحاظ اقتصادی اوضاع آشفته‌ای داشت که بخشی از آن به نظام استبدادی بازمی‌گشت که نظام اقتصادی را نیز به صورت خانی، تیول‌داری و اقطاع‌داری اداره می‌کرد. بر این اساس کشور به بخش‌های نیمه‌مستقلی تقسیم شده بود که در آن خان‌ها می‌توانستند راه‌های تجاری را ببندند، از کاروان‌ها باج بگیرند و بدین ترتیب مانع رشد و پیشرفت تجاری شوند.
در این سیستم که تضعیف حکومت مرکزی، مساوی با استقلال بیشتر بخش‌های نیمه‌مستقل بود، ایران به صورت کشوری عقب‌مانده و مبتنی بر محصولات کشاورزی درآمده بود که بیش از ۸۰ درصد جمعیت آن در روستاها و ایلات براساس نظام ارباب ـ رعیتی به سر می‌بردند. بر اساس این نظام که زمین‌داران بزرگ بهره ناچیزی از سهم تولیدات کشاورزی خود را به رعیت می‌دادند، راه‌های تولیدات فراوان اقتصادی و پیشرفت نیز سد می‌شد؛ چرا که گردش آزاد سرمایه وجود نداشت و اقتصاد کاملاً جنبه معیشتی یافته بود. این وضع نابسامان در کشاورزی، وقتی با مالیات‌های مضاعف و ظلم و ستم‌های فراوان همراه می‌شد، شکل بسیار اسف‌باری را در روستاها ایجاد می‌کرد.
در واقع بی عدالتی‌های اقتصادی، فاصله طبقاتی، کاهش دستمزد کارگران و پایین‌آمدن ارزش پول که در نارضایتی اقتصادی مردم مؤثر بودند به همراه زوال اکثر صنایع دستی، تبدیل بافندگان فرش به کارگرانی که برای دستمزد ناچیزی کار می‌کردند، تنزل بهای صادرات ایران در مقابل بهای واردات از اروپا و افت وحشتناک قیمت نقره که پول رایج ایران بود، نارضایتی عمومی را در میان مردم افزایش داده بود؛ بنابراین از یک سو جابه جایی‌های اقتصادی و سیاسی که در اثر تماس با غرب در ایران به وجود آمده بود، به نارضایتی روزافزون اقتصادی مردم دامن می‌زد و از سوی دیگر ضعف و ناتوانی دولت باعث حضور و نفوذ گستردهٔ ممالک قدرتمند اروپایی در ایران شده بود، به‌طوری‌که نفوذ انگلستان و روسیه در ایران به انحاء مختلف به چپاول اموال و دارایی‌های ملی ایرانیان انجامیده بود.

### امتیازها
امتیاز بانک شاهنشاهی، بانک استقراضی، تلگراف هند و اروپا، کشتیرانی در کارون، تأسیس قزاق‌خانه، شیلات خزر، انحصار دخانیات و… عمدتاً به روسیه و انگلیس اعطا شده بود. در این بین انگلستان که در دههٔ ۱۲۲۰ به عنوان بزرگ‌ترین طرف تجاری ایران، بیش از ۵۰ درصد صادرات و واردات ایران را در دست داشت، در دورهٔ پنجاه و یک سالهٔ مابین ۱۲۴۲ تا ۱۲۹۳ رشته امتیازهایی نیز در مورد بهره‌برداری یا انحصار مواد خام و توسعهٔ زیربنایی از دولت ایران دریافت نمود.
این کشور در پایان سفر اول ناصرالدین‌شاه به فرنگ در سال ۱۲۵۰، از طریق یکی از اتباع خود به نام بارون جولیوس رویتر، امتیاز احداث راه‌آهن، خطوط تلگراف، کشتیرانی در رودخانه‌ها، بهره‌برداری از معادن و جنگل‌های دولتی و کارهای زهکشی و آبیاری (احداث قنات) ایران را به مدت هفتاد سال دریافت نمود. همچنین بریتانیا موفق شد که رویتر را در آینده برای گرفتن امتیاز بانک، احداث جاده‌ها، خیابان‌ها و ایجاد کارخانه‌ها بر سایرین مقدم سازد. این امتیاز که پس از پرداخت رشوه‌های کلان به شاه و صدراعظم وی (مشیرالدوله سپهسالار) واگذار شده بود از سوی لرد کرزن به «اعطای سند مالکیت ایران و تسلیم کامل همه منابع یک دولت به خارجی‌ها» تعبیر شد که مانند آن را کسی هرگز ندیده است.

## امتیاز تجارت توتون و تنباکو
اندیشهٔ انحصار تجارت توتون و تنباکو را نخستین بار محمدحسن خان اعتمادالسلطنه وزیر انطباعات ناصرالدین‌شاه مطرح کرد.
سه سال پس از وقایع فوق و در پی سفر سوم ناصرالدین شاه به اروپا در فروردین ۱۲۶۸ (آوریل ۱۸۸۹ میلادی) که به تشویق وزیر مختار انگلیس در ایران، سر هنری درومند ولف انجام گرفته بود، دولت انگلیس فرصت مناسب را برای کسب امتیاز انحصار توتون و تنباکو به دست آورد و زمینه‌سازی آن را به سرگرد ژرژ جرالد تالبوت از نزدیکان و مشاوران لرد سالیسبوری (نخست‌وزیر و وزیر خارجهٔ انگلیس) محول کرد.
ناصرالدین شاه که برای تأمین هزینه سفرهای خود به اروپا با مشکلات مالی مواجه بود، با اعطای امتیاز موافقت کرد و پس از مراجعت به ایران قراردادی را با تالبوت - که با کمک دولت و عده‌ای از سرمایه‌داران انگلیسی، کمپانی رژی را با سرمایهٔ ۶۵۰ هزار لیره تأسیس کرده بود- امضا کرد. بدین ترتیب در ۲۹ اسفند ۱۲۶۸ (۲۰ مارس ۱۸۹۰) امتیاز انحصاری تجارت توتون و تنباکو به مدت ۵۰ سال به تالبوت اعطا گردید. این امتیاز که به امضای شاه و سر هنری ولف رسید، دارای پانزده فصل بود که حکایت از اختیارات تام تالبوت در امور دخانیات ایران داشت. مطابق با این قرارداد، شرکت رژی متعهد می‌گردید که در ازای انحصار خرید و فروش توتون و تنباکوی ایران به مدت پنجاه سال، سالانه مبلغ ۱۵ هزار لیره انگلیس به همراه یک چهارم سود خالص خود را به شاه بپردازد.
کمپانی رژی در آغاز به صورت ناشناخته به فعالیت می‌پرداخت. هنگامی که به استناد فصل نهم امتیازنامه -که صاحب امتیاز را مجاز به واگذاری حقوق خود به دیگری می‌کردـ امتیاز خود را به «شرکت شاهنشاهی تنباکوی ایران» (یا شرکت رژی) فروخت، با مخالفت‌های گسترده‌ای از سوی مردم و روحانیون مواجه شد.
در این زمان انتشار اعلامیه‌ای رسمی از سوی دولت که واگذاری امتیاز تنباکو را تذکر می‌داد و در عین حال به زارعین توتون و تنباکو نیز وعدهٔ خرید عادلانه و نقدی محصولات آن‌ها را می‌داد، موج گسترده‌ای از نارضایتی را دامن زد.
در سال ۱۲۶۹، روزنامه فارسی‌زبان اختر که در عثمانی منتشر می‌شد، طی مصاحبه‌ای با تالبوت، تفاوت فاحش امتیاز دخانیات ایران را با امتیازی که کمپانی رژی از عثمانی گرفته بود، یادآور شد و ضمن انتقادهای گسترده از دولت، تبعات و پیامدهای قرارداد را برای مردم ایران روشن ساخت.
با توجه به این مطلب که توتون و تنباکو از مهم‌ترین اقلام تجاری و صادراتی ایران بود و حدود ۲۰۰هزار تن به کشت و خرید و فروش آن اشتغال داشتند، بنابراین انحصار خرید و فروش این محصول به یک شرکت انگلیسی منافع بسیاری از مردم ایران را به خطر می‌انداخت. به همین سبب نخستین اعتراض‌ها را تاجران دخانیات آغاز کردند که تجارتشان مستقیماً در معرض تهدید کمپانی رژی بود. در آغاز عده‌ای از بازرگانان به همراه امین‌الدوله نزد شاه رفتند، و به انحصار تجارت تنباکو اعتراض کردند. همچنین در ماه مارس (اسفند/فروردین) ۱۸۹۱م/۱۲۶۹ ش ضمن دادخواستی خطاب به ناصرالدین شاه اعلام کردند حاضرند مبلغی بیش از حق امتیاز بابت مالیات به او بپردازند و او امتیاز را لغو کند. روز ششم مارس (۱۵ اسفند) تاجران توتون و تنباکو در حرم شاه عبدالعظیم بست نشستند و طی دادخواستی اعلام کردند به هیچ عنوان با رژی کنار نخواهند آمد.
این اعتراض موجب شد که دولت به انگیزهٔ دلجویی از آنان مهلت شش‌ماهه‌ای برای فروش ذخایر توتون و تنباکوی تاجران قایل شود. با این حال مهلت فوق نیز نمی‌توانست خسارات ناشی از واگذاری امتیاز را جبران سازد.
در این بین روس‌ها نیز که در منطقهٔ ساوجبلاغ به کشت تنباکو اشتغال داشتند به امتیاز فوق اعتراض کردند و آن را ناقض عهدنامهٔ ترکمانچای خواندند و خواستار لغو آن یا عقد قرارداد مشابهی شدند.

## مخالفت علما و اوج‌گیری مخالفت‌ها

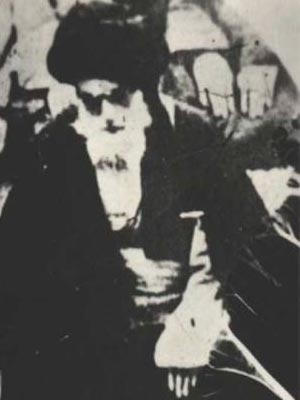
میرزای شیرازی

نخستین اعتراض‌ها به رهبری روحانیت، توسط سید علی‌اکبر فال اسیری داماد میرزای شیرازی، از علمای برجسته شیراز آغاز شد. علی‌رغم تمام خشونت‌های حکام، مقاومت مردمی ادامه یافت و قیام مردم شیراز به تبریز، مشهد، اصفهان، تهران و دیگر نقاط ایران گسترش یافت.
در تبریز، مردم به رهبری میرزا جواد آقامجتهد تبریزی به مقابله با قرارداد برخاستند و ضمن کندن و پاره نمودن اعلامیه‌های کمپانی از روی دیوارها و معابر عمومی، از پذیرفتن خارجیان نیز خودداری کردند.
در این میان اصفهان که تجار و علمای آن همکاری بیشتری داشتند به رهبری محمدتقی نجفی معروف به آقا نجفی اصفهانی، محمدعلی و ملاباقر فشارکی به مخالفت با قرارداد مزبور پرداختند. علمای اصفهان برای اولین بار در منطقه خود استعمال دخانیات و تنباکو را تحریم و کارکنان رژی را نجس اعلام کردند. بدین ترتیب تولیدکنندگان تنباکو، محصول خود را یا به آتش کشیدند یا در بین فقرا تقسیم کردند و از معامله با کمپانی رژی خودداری ورزیدند. حاکم اصفهان برای لغو این حکم با علما مذاکره کرد، اما با مخالفت آنان روبرو شد. فشار روزافزون بر علما بسیاری از آنان را وادار به ترک اصفهان کرد که از آن جمله می‌توان به مهاجرت آقا منیرالدین بروجردی اصفهانی اشاره نمود که شبانه به عراق و نزد میرزای شیرازی هجرت کرده بود.
هم‌زمان با سایر شهرها نارضایتی در تهران نیز آشکار شد. میرزا حسن آشتیانی از علمای تهران بارها با شاه و امین‌السلطان ملاقات و مضار امتیاز را گوشزد کرد، ولی آنان به این دلیل که امضای شاه معتبر و طرف مقابل نیز دولت انگلیس است به این اعتراض‌ها وقعی ننهادند. در این ایام سید جمال‌الدین اسدآبادی نیز که به دعوت ناصرالدین‌شاه در تهران به سر می‌برد، به مخالفت علنی با امتیاز پرداخت و در پی صدور اعلامیه‌ای بر در مساجد، کاروانسراها و سفارتخانه‌ها با این مضمون که «به چه حقی خرید و فروش تنباکویی که خریدار و مصرف‌کنندهٔ آن ایرانی است به بیگانه واگذار شده است»، از ایران اخراج شد.

## حکم تحریم تنباکو
میرزای شیرازی از همان ابتدا به واسطهٔ نامه‌ها و از طریق اخباری که سید علی اکبر فال اسیری و منیرالدین بروجردی اصفهانی به وی می‌رساندند، از این امتیاز مطلع شده بود.
از این رو میرزای شیرازی، هم‌زمان با شروع ناآرامی در تبریز در اول ذیحجه سال ۱۳۰۸ ه‍.ق با ارسال تلگراف مفصلی به شاه، ضمن ادعای مضار و مفاسد اجازه مداخله خارجی‌ها در ایران به اعطای امتیازات نیز توجه نمود و همه آن‌ها را منافی صریح قرآن، نوامیس الهیه و استقلال ایران خواند.
شاه به تلگراف میرزا پاسخ نداد و برای توضیح اقدامات دولت و ذکر دلایل اعطای امتیاز و مشکلات ناشی از لغو آن، میرزا محمود خان مشیرالوزاره کارپرداز ایران در بغداد را نزد میرزای شیرازی در سامرا فرستاد. مشیرالوزاره ضمن اشاره به ضرورت قرابت با دول بزرگ اروپا برای استخلاص از روسیه تزاری، لزوم تقویت بودجه و قشون و رفع نقائص و کم‌بودن مالیات‌ها، موهن بودن الغای قرارداد از نظر بی‌اعتبار شمرده شدن امضای پادشاه و…، صراحتاً از ناتوانی دولت در فسخ امتیاز و خسارات هنگفت این اقدام سخن گفت.
با این حال میرزا در پاسخ، اصرار داشت که فقط باید به ملت مسلمان تکیه کرد و
«دولت اگر از عهده جواب بیرون نتوان آید ملت از جواب حسابی عاجز نیست»
 و 
«اگر دولت از عهده بر نمی‌آید، من به خواست خدا آن را برهم می‌زنم.»

در اواخر ربیع‌الثانی ۱۳۰۹ در تهران شایع شد که حکمی از میرزای شیرازی در باب تحریم استعمال دخانیات صادر و به اصفهان مخابره شده است. در اوایل جمادی‌الاولی با رسیدن محمولهٔ پستی به تهران صورتی از حکم درمیان مردم منتشر شد با این توضیح که نسخهٔ اصلی آن را فقط میرزا حسن آشتیانی مشاهده کرده است. متن حکم چنین بود:
«بسم‌الله الرحمن الرحیم، الیوم استعمال تنباکو و توتون بِأَیِ نحوٍ کان در حکم محاربه با امام زمان علیه‌السلام است. حرره الاقل محمدحسن الحسینی.»
سید موسی شبیری از مراجع تقلید معاصر دربارهٔ نفوذ حکم میرزای شیرازی می‌گوید:
"کتاب روزنامه خاطرات اعتماد السلطنه بخش مربوط به قضیه تنباکو خیلی جالب است. این قسمت تاریخ معتبر قضیه تحریم تنباکو است، زیرا اعتماد السلطنه شب به شب و مخفیانه این مطلب را ضبط می‌کرد. وی نقل می‌کند:
چند سال بود که اسب دوانی تعطیل شده بود. جای بزرگی را برای مسابقه اسب سواری مهیا کردند. آن سال، سال افتتاح آنجا بود و معمولاً جوان‌ها برای مسابقه و تماشا شرکت می‌کردند. حدود سی هزار نفر برای تماشا گرد آمده بودند. در میان آن سی هزار نفر یک نفر هم سیگار نمی‌کشید!
همچنین اعتماد السلطنه از یکی از اشراف نقل کرده است: بنّایی داشتم. من سیگار کشیدم. عمله کار را نیمه کاره رها کرد و از مزدش صرف نظر کرد و رفت!
وقتی میرزا حکم تحریم تنباکو را لغو کرد، تا مدّتی مردم، تنباکو استعمال نمی‌کردند، چون مطمئن نبودند این دستور میرزا است یا شایعه است."

## از صدور حکم تا لغو امتیاز
بلافاصله پس از صدور فتوا، مأموران حکومت وظیفه یافتند که از انتشار این حکم و آگاهی مردم نسبت به آن ممانعت به عمل آورند، با این حال در همان نیمهٔ روز اول که حکم به دست میرزا حسن آشتیانی رسیده بود، در حدود صد هزار نسخه از حکم نوشته و در سراسر کشور پخش شده بود.
با صدور این فتوا، مردم از همهٔ اصناف و حتی اقلیت‌های مذهبی مبارزه سیاسی علیه این قرارداد را یک وظیفه شرعی و تکلیفی الهی دانستند و قلیان‌ها را شکسته و توتون و تنباکو را به آتش کشیدند. حرم‌سرای شاه نیز از استعمال دخانیات پرهیز کردند. انیس‌الدوله، سوگلی ناصرالدین‌شاه دستور جمع‌آوری قلیان‌ها را صادر نمود.

## اقدامات حکومت

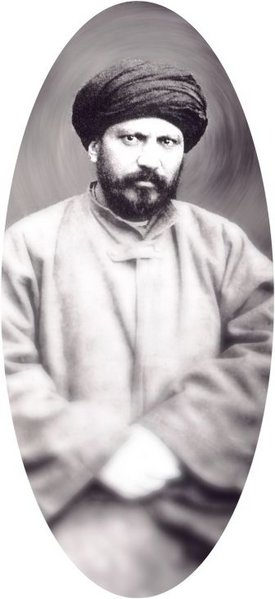
سید جمال‌الدّین اسدآبادی

حکومت شایعهٔ جعلی بودن حکم را مطرح ساخت. از این رو با مساعدت وعاظ‌السلاطین و معممین دربار به شایعه جعلی بودن فتوی دامن زدند و حاجی محمدکاظم ملک‌التجار را منشأ جعل حکم معرفی و او را به قزوین تبعید کردند. اما این اقدامات نیز تأثیری در روند قضایا نداشت و شاه و دربار را ناگزیر به سمت تفرقه‌افکنی میان علما کشاند. از این رو شاه و امین‌السلطان به میرزا حسن آشتیانی روی آوردند و از او خواستند که چون او نیز همانند میرزای شیرازی مجتهد است، حکمی بر اباحه و تجویز استعمال دخانیات صادر کند.
در نتیجه آخرین حربهٔ شاه و دربار، تشکیل جلسه‌ای با حضور دولتیان و علما بود. در این جلسه که افرادی نظیر میرزا حسن آشتیانی و شیخ هادی نجم‌آبادی حضور نداشتند، شاه خواستار حکم حلیت استعمال تنباکو شد که با پاسخ صریح حاضران مواجه گردید. در این میان امین‌السلطان راه دیگری در پیش گرفت و به علما وعده داد که اقداماتی جهت لغو امتیاز خواهد کرد و در برابر از آنان خواست که صریحاً استعمال دخانیات را مجاز اعلام کنند.
با لغو انحصار داخلی، علما در برابر اصرار میرزاعلی‌اصغر اتابک اظهار داشتند که چون امتناع مردم از استعمال دخانیات مستند به حکم میرزای شیرازی است، تنها چارهٔ کار مراجعه به وی و کسب اطلاع از نظر اوست. در واقع آن‌ها ضمن رفع تکلیف از خود، به اصرار میرزاعلی‌اصغر اتابک تلگرامی حاکی از لغو امتیاز داخلی پاسخ میرزای شیرازی ارسال کردند. دو هفته پس از اعلام لغو امتیاز داخلی، پاسخ میرزای شیرازی به تلگرام علما به تهران ارسال شد. او در این تلگرام ضمن تشکر از شاه به جهت لغو امتیاز، اظهار امیدواری کرده بود که دست‌های خارجی به کلی از ایران کوتاه شود. پاسخ مزبور که به هیچ وجه مقصود اصلی دولتی‌ها را که خواهان صدور حکم حلیت استعمال تنباکو بودند، تأمین نمی‌کرد، ادامهٔ امتناع مردم از مصرف توتون و تنباکو را نیز در پی داشت.
دولت که میرزای آشتیانی را عامل ناآرامی می‌پنداشت از او خواست تا به منبر برود و حلال بودن استعمال تنباکو را اعلام کند. شاه برای پایان دادن به اوضاع نامساعد، شدت عمل بیشتری نشان داد و از یک سو فرمان بازگشایی تمام قهوه‌خانه‌ها را صادر نمود و از سوی دیگر میرزای آشتیانی را در قلیان کشیدن در مجامع عمومی یا خروج از دارالخلافه (تهران) مختار کرد.
میرزا حسن آشتیانی نیز بی‌درنگ ترک تهران را بر مخالفت با حکم میرزای شیرازی ترجیح داد و آمادهٔ حرکت شد.

## نقش زنان در تحریم تنباکو

انیس الدوله

در سوم جمادی‌الثانی ۱۳۰۹، مردم پس از آگاهی از تصمیم میرزای آشتیانی مبنی بر خروج از دارالخلافه در منزل وی در محلهٔ سنگلج اجتماع کردند، و از آنجا به سمت میدان ارگ و کاخ گلستان رفتند. زنان پیشاپیش مردان خطاب به شاه فریاد می‌زدند و نگرانی خود را نسبت به بیرون کردن علما از شهر اعلام و تأکید می‌کردند که دولت قصد دارد دین آن‌ها را از بین ببرد تا فرنگیان بر مردم سلطه یابند.
جماعتی که در شیراز و تهران با نیروهای نظامی شاه درگیر شدند زن و مرد با هم بودند. در شیراز زنی و دختر بچه‌ای به ضرب گلوله پلیس شاه کشته شدند. در تهران نیز زنان در رویدادهای حساس ژانویه ۱۸۹۲ (دی/بهمن ۱۲۷۰) دخالت مؤثر داشتند.
همچنین در این ایام زمزمه‌های جهاد علیه دستگاه نیز بالا گرفته بود و اعلامیه‌هایی بدین مضمون که 
«بر حسب حکم جناب حجت‌الاسلام، آقای شیرازی، اگر تا ۴۸ ساعت دیگر امتیاز دخانیات لغو نشود، یوم دوشنبه آتیه، جهاد است، مردم مهیا شوید.»
 بر در و دیوار شهرها نصب شده بود.
به هر روی پیشروی مردم، دربار را وحشت زده کرد و کوشش کامران میرزا نایب‌السلطنه برای آرام کردن مردم حاصلی نداشت. به‌طوری‌که وعده‌های او به نیابت از شاه که «فرنگی‌ها را بیرون می‌کنیم» یا دستخط شاه خطاب به وی که اعلام می‌داشت،
«امتیاز داخله را که برداشته بودیم، حال امتیاز از خارجه را هم برداشتیم و مردم مجبور درکشیدن قلیان نیستند تا حکم از جناب میرزای شیرازی برسد»
، بی‌حاصل ماند. بی‌نتیجه ماندن وعده‌ها سبب شد که محمدعلی خان معین نظام، فرمان تیراندازی صادر کند و در این تیراندازی‌ها عده‌ای کشته شوند.
در پی این کشتار، میرزای آشتیانی از پذیرش هدایای شاه که برای دلجویی از او فرستاده بود، خودداری ورزید و مردم را به استقامت عاقلانه و اجتماع در مسجد جامع فراخواند. میرزای آشتیانی برای پایان گرفتن غائله سه پیشنهاد به مضمون پرداخت خون‌بهای مقتولان، مصونیت حاضران در تظاهرات و برچیدن بساط کلیه امتیازات خارجی را مطرح ساخت.

## پایان جنبش و پیامدهای آن
سرانجام شاه در پنجم جمادی‌الثانی ۱۳۰۹ برای اطمینان بیشتر در دستخطی به میرزاعلی‌اصغر اتابک لغو کامل امتیاز را اعلام کرد تا وی به آگاهی علما و مردم برساند؛ ولی مخالفان آرام نگرفتند و عزل امین‌السلطان ـ که از نظر آنان حامی امتیاز بود ـ و لغو تمام قراردادهایی که با خارجیان منعقد شده‌بود را خواستار شدند. بدین ترتیب درنتیجهٔ لغو امتیاز تنباکو، حکم تحریم تنباکو نیز پس از ۵۵ روز از سوی علماء لغو شد.
همچنین درآخرین مراحل جنبش اختلاف نظرهایی پدید آمد و جنبشی که می‌توانست به اعتراض علیه هرنوع امتیاز تبدیل گردد به لغو امتیاز واگذاری انحصار تنباکو به شرکت انگلیسی محدود ماند. البته از بدو کار نیز توافق نظر صددرصد میان دست‌اندرکاران جنبش دربارهٔ اهداف آن وجود نداشت. در دسامبر ۱۸۹۱ (آذر_دی ۱۲۷۰) سید عبدالله بهبهانی _که احتمالاً از رژی رشوه‌ای دریافت کرده‌بود_ با اقدام میرزا حسن شیرازی به مخالفت برخاست و تا آنجا پیش رفت که در مسجد و در حضور مردم قلیان کشید. امام جمعه تهران که از بستگان نزدیک شاه بود و نیز روحانیون برجسته مشهد حاضر به حمایت از جنبش نشدند. اما در پشت این ناهمدلان پراکنده، خود آشتیانی بود که در ۵ ژانویه ۱۸۹۲(۱۵ دی ۱۲۷۰) هنگامی که رژی و دولت حاضر به فسخ امتیاز شدند از دامنه درخواست‌ها کاست. شاید بتوان این اقدام را یک مصالحه سیاسی دوراندیشانه از سوی آشتیانی قلمداد کرد، شاید هم رشوه دولت یا تهدید (یا هر دو) در وی کار گر افتاده باشد. دلیل درست قضیه هرچه باشد، یک نکته مسلم است. آشتیانی طی پیامی از شیرازی خواست مسئله سایر امتیازهای واگذار شده به خارجیان را مسکوت بگذارد. اندکی بعد از ختم غائله پول‌هایی به عنوان مستمری به بعضی از روحانیون پرداخت شد و نام عده جدیدی از روحانیون برای دریافت مستمری به فهرست حکومتی وارد شد. عامل دوم در ختم ماجرا آن بود که به مجرد فسخ شدن امتیاز، روس‌ها نیز از فعالیت تبلیغاتی خود دست برداشتند و این یک اقدام طبیعی بود چون نمی‌خواستند علیه قدرت‌های بزرگ مسلط بر ایران گام‌های بیشتری برداشته شود.
با این حساب، حاصل امر یک پیروزی محدود بود. جنبش با تمرکز بر یک امتیاز که مورد توجه عامه مردم بود، حالتی فراگیر و تعیین‌کننده پیدا کرد. اما چون از این حد فراتر نمی‌رفت و خواهان الغای همه امتیازهای واگذار شده به خارجیان و برکناری وزیران مسئول در اعطای این امتیازها نمی‌شد، پیروزی جنبه نمادین به خود گرفت. اما باید در نظر داشت که جنبش تنباکو یک پیروزی برای ائتلاف مردمی بود و شکل جدیدی از ظرفیت و قابلیت مقاومت مردم را در برابر شاه و قدرت‌های خارجی به‌آن‌ها نشان داد. آگاهی سیاسی به شکل زلال خود پدید آمد و در روند مبارزه پیشرفت نمایانی پیدا کرد و مسائلی مطرح گردید که بار دیگر در انقلاب مشروطیت رخ نمود.
پیامدها و پایان جنبش تنباکو نشان داد که در چارچوب محدودیت‌های وابستگی، ایجاد تحول و تغییر تا چه پایه دشوار است. سرانجام در آوریل ۱۸۹۲ (فروردین/اردیبهشت ۱۲۷۱ ش) توافق شد دولت بابت غرامت، ۵۰۰ هزار پوند استرلینگ به صاحب امتیاز بپردازد و چون رژی، دارایی‌های خود را نیز در ایران برجای می‌گذاشت، دولت موظف شد ۱۳۹ هزار پوند استرلینگ هم از این بابت به شرکت بدهد. در واقع با توجه به سرمایه‌گذاری اولیه تالبوت که ۱۵۰۰۰ پوند استرلینگ بود متوجه می‌شویم حل و فصل نهایی امتیاز تا چه پایه غیرمنصفانه و زیان ایران بوده است. شاه ناچار شد از بانک شاهنشاهی انگلیس ۵۰۰ هزار پوند استرلینگ وام بگیرد. این نخستین‌بار بود که ایران از خارجیان وام می‌گرفت و بنابراین، شاخصه مهمی در وابستگی ایران به غرب بود. در سال ۱۸۹۲م/۱۲۷۱ ش دولت بی سروصدا انحصار صدور تنباکو را به یک شرکت فرانسوی که دفترش در استانبول بود واگذار کرد. در این امتیاز قبلاً با روحانیون مشورت شد و چند نفری نیز مشمول مقرری‌های دولت شدند. به نظر می‌رسد بازرگانان هم به این قانع شدند که بازار داخلی دست آن‌ها باشد، روس‌ها هم اعتراضی نکردند. این جریان عجیب که بعد از امتیاز تنباکو رخ داد محتوای نمادین آن جنبش را به خوبی نشان می‌دهد.